# あなたには渡さない
『あなたには渡さない』（あなたにはわたさない）は、テレビ朝日系土曜ナイトドラマで2018年11月10日から12月22日まで放送されたテレビドラマである。主演は木村佳乃。連城三紀彦の小説『隠れ菊』を現代版にリメークした群像劇となる。

## キャスト
- 上島通子 - 木村佳乃
- 矢萩多衣 - 水野美紀[2]
- 笠井芯太郎 - 田中哲司
- 上島旬平 - 萩原聖人[2]
- 矢場俊介 - 青柳翔
- 上島一希 - 山本直寛
- 上島優美 - 井本彩花[3]
- 立石佐知子 ‐ 宮地雅子
- 前田秀治 - 柴俊夫
- 堀口八重 - 荻野目慶子

### ゲスト
第2話
- 渡辺社長 - 中野剛
- 大角六扇 - 横内正（第3話 - 第4話）

第3話
- 吉岡鶴代 - 萬田久子

第4話
- 野沢福造 - 山田明郷
- 大瀬健策 - 上杉祥三（最終話）

第6話
- 小松安代 - 前田亜季（最終話）
- 伊藤百合枝 - 西丸優子（最終話）

## スタッフ
- 原作 - 連城三紀彦『隠れ菊』（集英社文庫刊）
- 脚本 - 龍居由佳里、福田卓郎
- 音楽 - 沢田完
- 主題歌 - chay feat.Crystal Kay「あなたの知らない私たち」（ワーナーミュージック・ジャパン）
- オープニングテーマ - FAKY「Last Petal」（rhythm zone）
- ゼネラルプロデューサー - 黒田徹也（テレビ朝日）
- プロデューサー - 川島誠史（テレビ朝日）、清水真由美（MMJ）
- 演出 - 植田尚、Yuki Saito
- 制作 - テレビ朝日、MMJ

## 放送日程
| 各話   | 放送日   | サブタイトル                                                                 | 脚本       | 監督       |
| ------ | -------- | ---------------------------------------------------------------------------- | ---------- | ---------- |
| 第1話  | 11月10日 | 正妻VS愛人…壮絶な女のバトル開幕! 夫を奪うなら6000万円を!!                    | 龍居由佳里 | 植田尚     |
| 第2話  | 11月17日 | 妻の逆襲…!! 6000万で華麗に変身!! 金沢の密会に潜む罠                          | 龍居由佳里 | 植田尚     |
| 第3話  | 11月24日 | 修羅場…妻の目前で新旧愛人バトル!! 会計100万円を巡る攻防                      | 福田卓郎   | Yuki Saito |
| 第4話  | 12月01日 | 泥棒ネコに天罰を! 絶対に許さない!! 妻と愛人の復讐一泊旅行                    | 龍居由佳里 | Yuki Saito |
| 第5話  | 12月08日 | 第一章完結!! 男女4人で鎌倉へ… 一晩5000万の逆転劇! 悲劇のヒロインが鬼になる夜 | 龍居由佳里 | 植田尚     |
| 第6話  | 12月15日 | 最終章! 夫の3人目の女が登場!! 最後に勝つのは誰!?                             | 福田卓郎   | 植田尚     |
| 最終話 | 12月22日 | 男女4人はなぜ愛に命をかけた!? 今夜全ての謎が解ける!! 私は止まらない…衝撃結末 | 龍居由佳里 | 植田尚     |

- 第2話は、『フィギュアスケートグランプリシリーズ2018 ロシア大会・男子フリー』放送のため、23時45分 - 翌0時35分の30分繰り下げで放送された。